# Depuradora de Montcada i Reixac
La Depuradora de Montcada i Reixac o EDAR de Montcada i Reixac és una estació depuradora d'aigües residuals que està situada a la llera esquerra (sentit descendent) del riu Besòs al seu pas pel municipi.
Va ésser construïda en dues fases, una primera (1991) amb pre-tractament i primari físic / químic i una segona fase (1997) consistent en l'ampliació amb un tractament biològic. La primera fase va entrar en funcionament l'any 2002. L'any 2003 es va posar en marxa el tractament biològic.
Té capacitat per tractar 72.000 m³ d'aigua residual, equivalents a l'emissió d'uns 360.000 habitants.
Absorbeix l'aigua provinent de les clavegueres del següents municipis:
Sant Cugat del Vallès (80 % del terme municipal), Cerdanyola, Ripollet, Badia, Barberà, Montcada (90 % del terme municipal)

## Parts de la instal·lació
La instal·lació consta d'unes infraestructures, màquines i construccions molt usuals entre les depuradores de tractament físic i biològic.
- Reixes de filtrat d'impropis: aturen objectes de grans dimensions. Hi ha un mecanisme de pues mòbils que acaba abocant-los a un dipòsit.
- Pou de grava: pedres i grava que arrossega el corrent. Cauen al fons del pou i són recollides mecànicament.
- Cargols d'Arquimedes: cargols metàl·lics d'eix vertical que apuja l'aigua per l'acció de gir de l'hèlix. El volum d'aigua guanya energia potencial que li permet fluir cap als següents aparells.
- Decantador de sorra: la sorra té un pes molt inferior a la grava i pedres.
- Desgreixador: els greixos, per causa de la menor densitat respecte d'aigua, suren. Una espècie de raspall retira la capa d'espuma i greix.
- Decantador primari: les partícules petites que no es decantaven fins ara, ho fan.
- Reactor biològic: donem les condicions òptimes perquè la població de bacteris sigui suficient per poder minvar la proporció de matèria orgànica en l'aigua.
- Decantador secundari: partícules petites com ara bacteris que han proliferat, es decanten i se separen de l'aigua en forma de fang.
- Emissari d'aigua tractada: l'aigua que surt del decantador secundari ja té una càrrega de contaminants orgànics menys perjudicial que a l'entrada a la planta de tractament.
- Espessidor de fangs: s'elimina part de l'aigua dels fangs perquè el seu transport i tractament sigui menys costós.
- Bomba de fangs: màquina que envia els fangs cap als dipòsits dels camions que l'evacuen de la planta.

## Entorn
La parcel·la on és situada la planta de tractament està tocant la carretera de Santa Coloma a la Roca del Vallès (BV-5001), que circula per la vall del riu Besòs. Entre la carretera i el riu és la parcel·la. La vall del Besòs està formada per la serralada marítima a l'Est i pel turó de Montcada i Reixac a l'Oest. Tocant la depuradora passa el torrent de la Vallençana. Baixa per la Serralada Marina fins a desembocar al riu Besòs.

## Comunicació
A l'Estació es pot arribar per tren (dues estacions en Montcada i Reixac), en autobús de l'anell 1 de l'Àrea Metropolitana de transport integrat (Parada Bateria-Bifurcació), per la carretera de la Roca i per la carretera Montcada-Badalona, que travessa la Serralada Marítima. Fins i tot es pot anar pel parc fluvial del Besòs, ja que el carril bici i de vianants arriba fins a la planta.
En cas d'anar en transport públic, cal travessar el riu Besòs per una passera per a vianants per a arribar a la banda de la Planta.

## Serveis educatius
La Planta de Montcada i Reixac es fa servir per activitats d'educació ambiental per part de monitors concertats amb l'Autoritat Metropolitana de Barcelona. Les activitats van adreçades tant a públic adult com juvenil (educació reglada obligatòria i postobligatòria).

## Conflictes ambientals i veïnals
L'activitat de l'EDAR Montcada i Reixac es va veure relacionada amb la polèmica sobre l'autorització que va concedir el govern de la Generalitat a la cimentera Lafarge per incinerar cert tipus de residus. Aquesta autorització va permetre que els fangs resultants de la planta de tractament d'aigua poguessin formar part d'aquest tipus de residus. La Plataforma Antiincineració de Montcada i Reixac es va crear l'any 2006, quan un grup de veïns i veïnes es va assabentar que l'Agència Catalana de l'Aigua (ACA) havia signat un acord amb la fàbrica de Lafarge per incinerar fangs de les depuradores d'aigua i altres residus altament contaminants, com farines càrnies, plàstics o residus urbans, que feien servir com a combustible. En alguna ocasió els veïns han protestat per males olors que emet la depuradora.